# Huta Dolna
Huta Dolna este o arie protejată (sit de importanță comunitară — SCI) din Polonia întinsă pe o suprafață de 66,03 ha, integral pe uscat.

## Localizare
Centrul sitului Huta Dolna este situat la coordonatele 54°13′43″N 18°20′15″E / 54.2285°N 18.3374°E.

## Înființare
Situl Huta Dolna a fost declarat sit de importanță comunitară în octombrie 2009 pentru a proteja 1 specie de animale.

## Biodiversitate
Situată în ecoregiunea continentală, aria protejată conține 3 habitate naturale: Lacuri eutrofice naturale cu vegetație de tip Magnopotamion sau Hydrocharition, Mlaștini turboase de tranziție și turbării mișcătoare, Păduri de fag Luzulo-Fagetum.
La baza desemnării sitului se află o specie protejată de  pești: Rhynchocypris percnurus.